# Speyergau
La contea di Speyergau fu uno stato che fece parte del Regno dei Franchi Orientali, eretto nell'899 fino all'annessione al Sacro Romano Impero nel 1039.
Il suffisso gau nel nome della contea, definiva per l'appunto un'entità territoriale medievale retta da un conte tedesco (da cui il moderno "graf" = conte). L'area attorno a Spira, era all'epoca parte del Regno dei Franchi Orientali come parte del ducato di Franconia. La città di Spira era il centro amministrativo della contea ed essa gestiva un territorio comprendente sommariamente quello dell'antica città romana di Civitas Nemetum, che corrisponde attualmente alla porzione sud-orientale del Palatinato tra il fiume Reno e la foresta del Palatinato, oltre a comprendere alcune piccole parti dell'Alsazia. La contea di Speyergau, assieme alle vicine contee di Wormsgau e Nahegau, era parte dei possedimenti della dinastia salica.

## Conti di Speyergau
1. Guarniero (Werner) V (r. c. 899 - c. 935), progenitore della dinastia salica, fu anche conte di Nahegau e Wormsgau, membro della casa dei Walahonidi;
2. Corrado il Rosso (r. c. 935 - 955), figlio di Guarniero V, fu anche conte di Nahegau, Wormsgau e Niddagau, conte in Franconia, duca di Lorena; sposò nel 947 circa Liutgarda di Sassonia (931 - 953), figlia di Ottone I del Sacro Romano Impero;
3. Ottone di Worms († 1004), unico figlio di Corrado il Rosso, anche conte di Nahegau, Wormsgau, Elsenzgau, Kraichgau, Enggau, Pfinzgau e Ufgau, duca di Carinzia;
4. Corrado II il Giovane, (n. c. 1003 - 1039), nipote di Ottone I, anche conte di Nahegau, Wormsgau, duca di Carinzia (1036-1039).